# Japan Airlines
Japan Airlines Corporation (株式会社日本航空?, Kabushiki-gaisha Nihon Kōkū), anche detta JAL, è la compagnia aerea di bandiera del Giappone, fondata nel 1951.

## Organizzazione

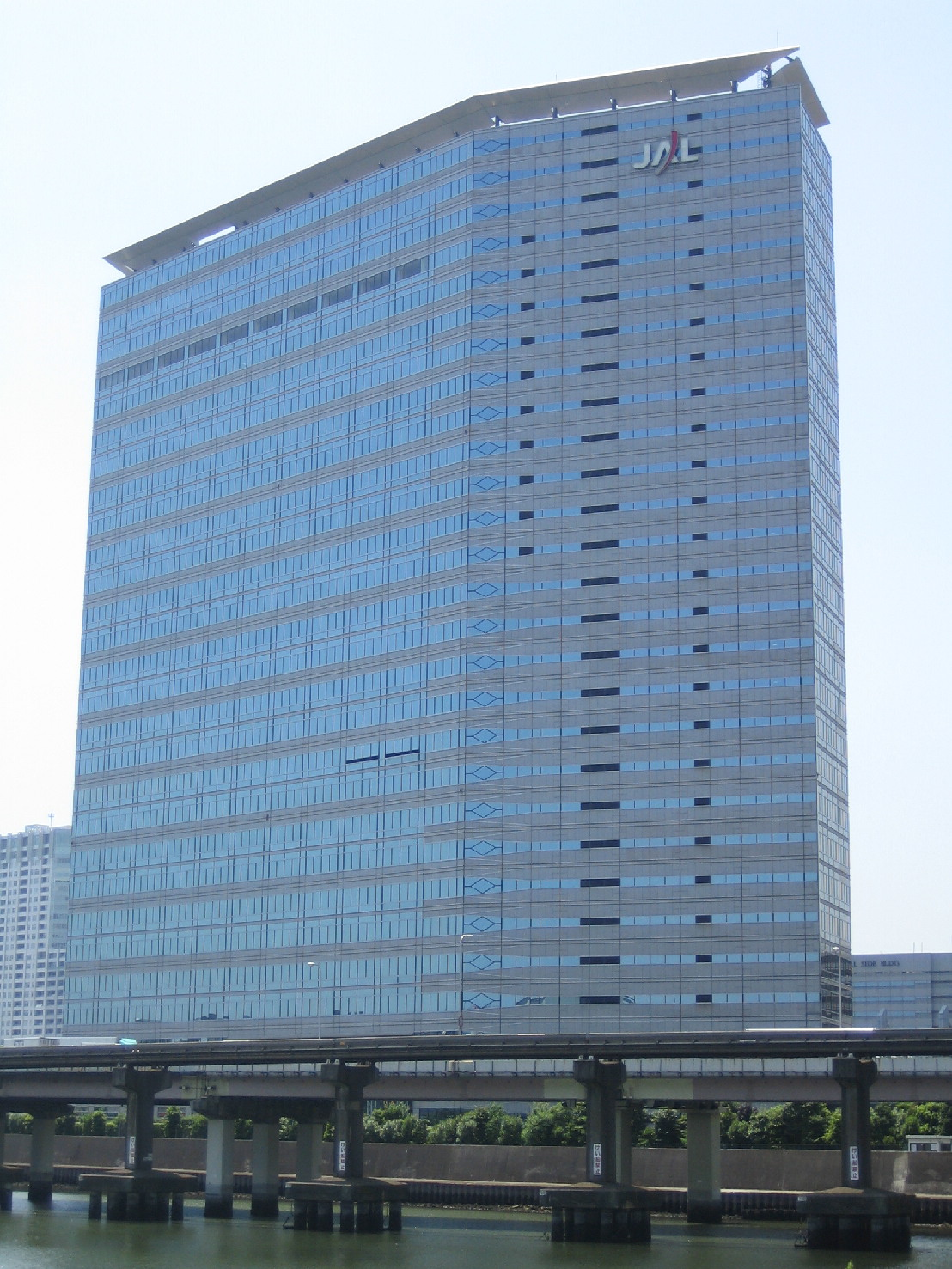
La sede di Japan Airlines.

Il quartier generale è a Shinagawa, Tokyo, Giappone.
Comprende sei compagnie minori:
- Hokkaidō Air System (compagnia aerea che vola da/per/nell'isola di Hokkaidō)
- JAL Express (compagnia aerea low cost per i voli nazionali, affiliata a oneworld)
- J-Air (compagnia aerea regionale tra le quattro isole maggiori del Giappone, affiliata a oneworld)
- Japan Air Commuter (compagnia aerea regionale del Giappone occidentale)
- Japan Transocean Air (compagnia aerea regionale verso l'arcipelago di Ryu Kyu, affiliata a oneworld)
- Ryukyu Air Commuter (compagnia aerea regionale verso l'arcipelago di Ryu Kyu)

Altre 3 società controllate:
- JALways (linea area specializzata nei voli per le isole dell'Oceano Pacifico, affiliata a oneworld)
- JALUX Inc (società di catering)
- JALCARGO (linea area specializzata nei voli cargo, affiliata a WOW Cargo Alliance)

Mentre è stata integrata la:
- Japan Asia Airways (linea aerea che operò tra il Giappone e Taiwan tra il 1975 ed il 1º aprile 2008 quando è stata completamente integrata in JAL)

Dal 1º aprile 2007 la JAL è membro della oneworld, una alleanza aerea globale nata nel 1999, cui fanno parte diverse compagnie tra le quali la American Airlines, la British Airways, la Qatar Airways, la Cathay Pacific, la Iberia e la Qantas.
Nel 2010 JAL ha iniziato un periodo di ristrutturazione, taglio di voli e personale. Si prevede che ci saranno almeno 16.500 licenziamenti. Per presentare un adeguato piano di rientro è stato chiesto l'intervento del manager della Kyocera Corp. di Kyoto, Masaru Onishi, che come prima mossa, ha licenziato 2 dei 3 vicepresidenti.
Dal 1º ottobre 2010 JAL ha sospeso i voli da Roma e Milano per Tokyo. Tuttavia JAL continuerà ad operare in Europa con i voli da/per Londra, Parigi, Francoforte, Helsinki e Mosca.

## Flotta

### Flotta attuale

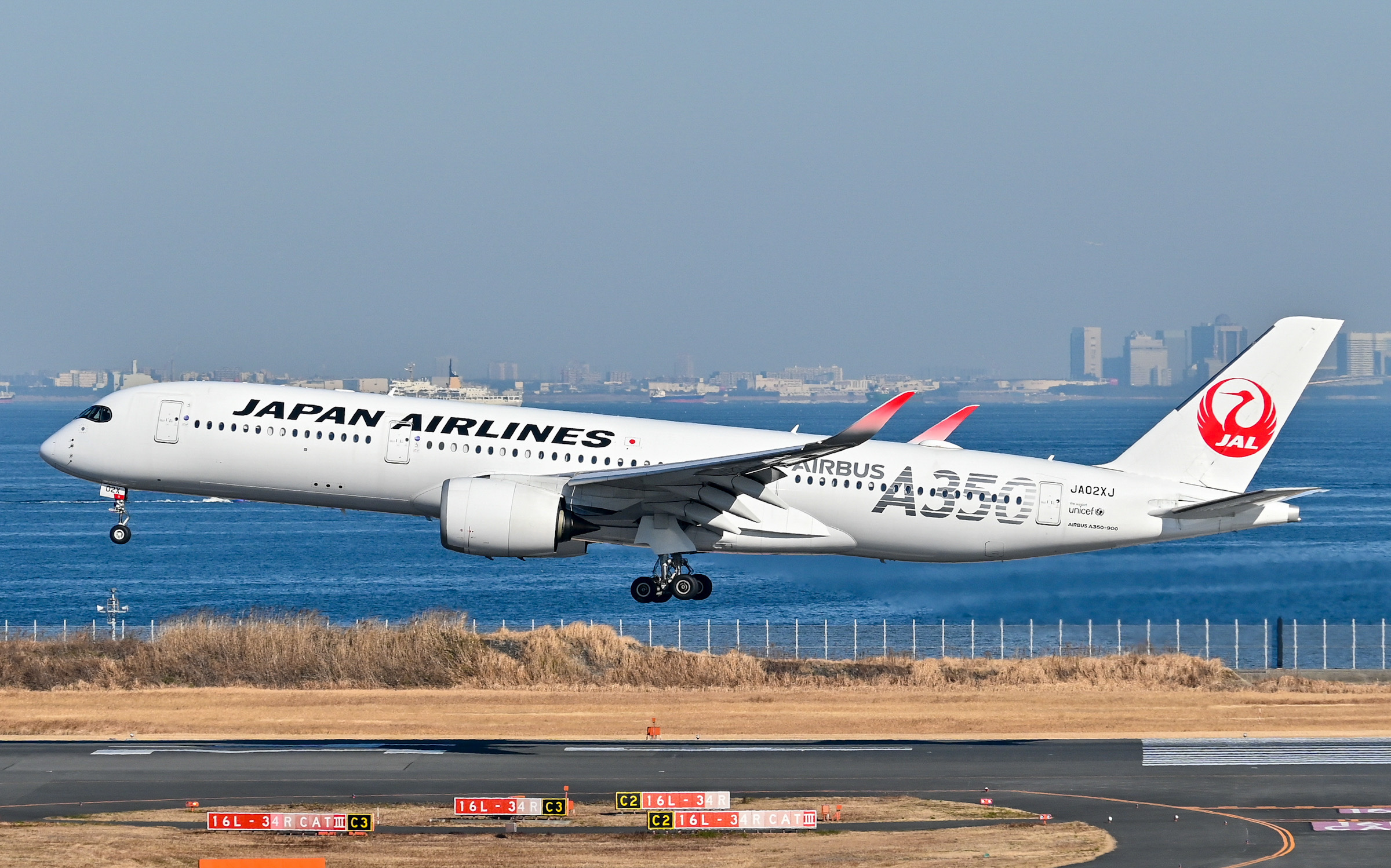
Un Airbus A350-900.

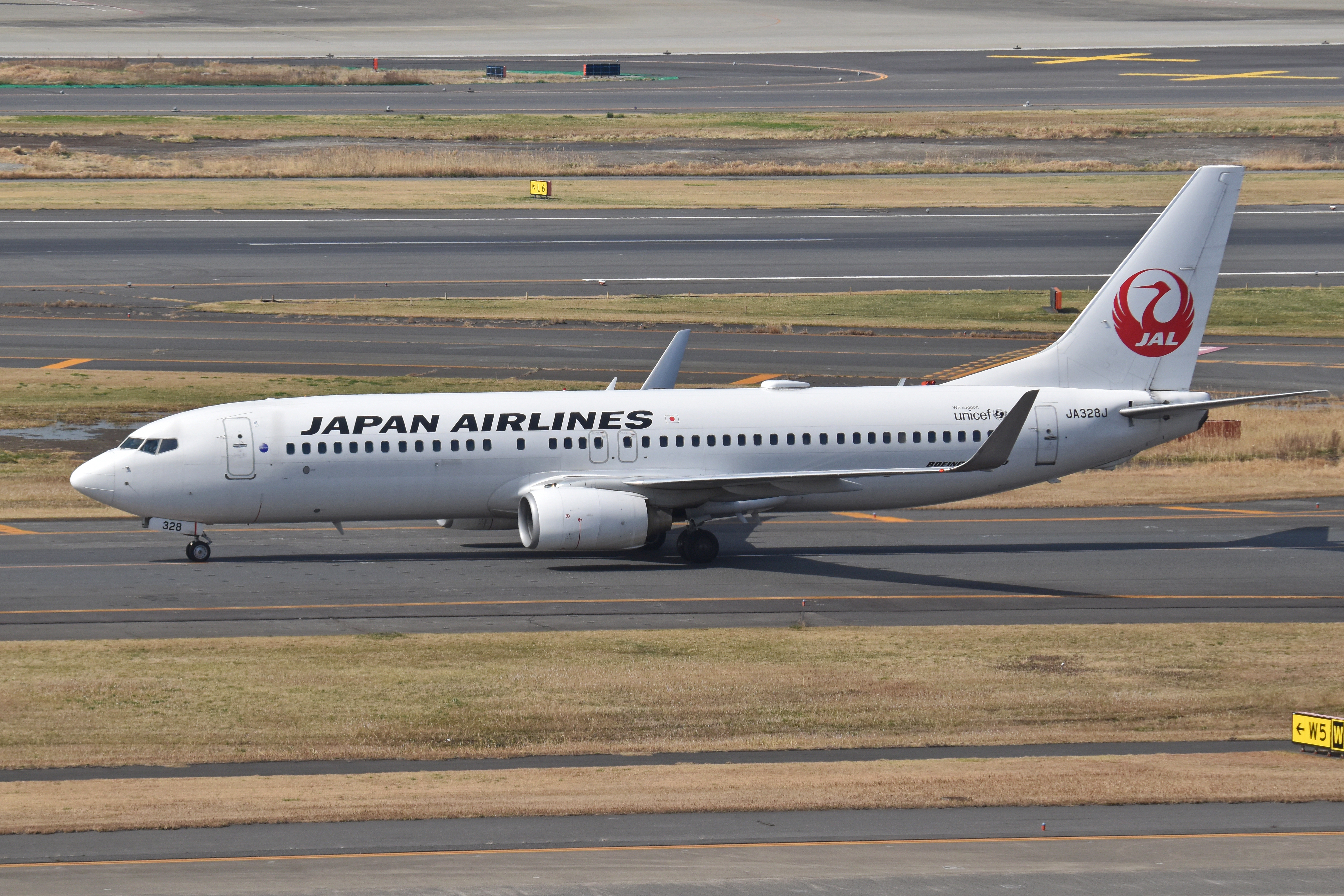
Un Boeing 737-800.

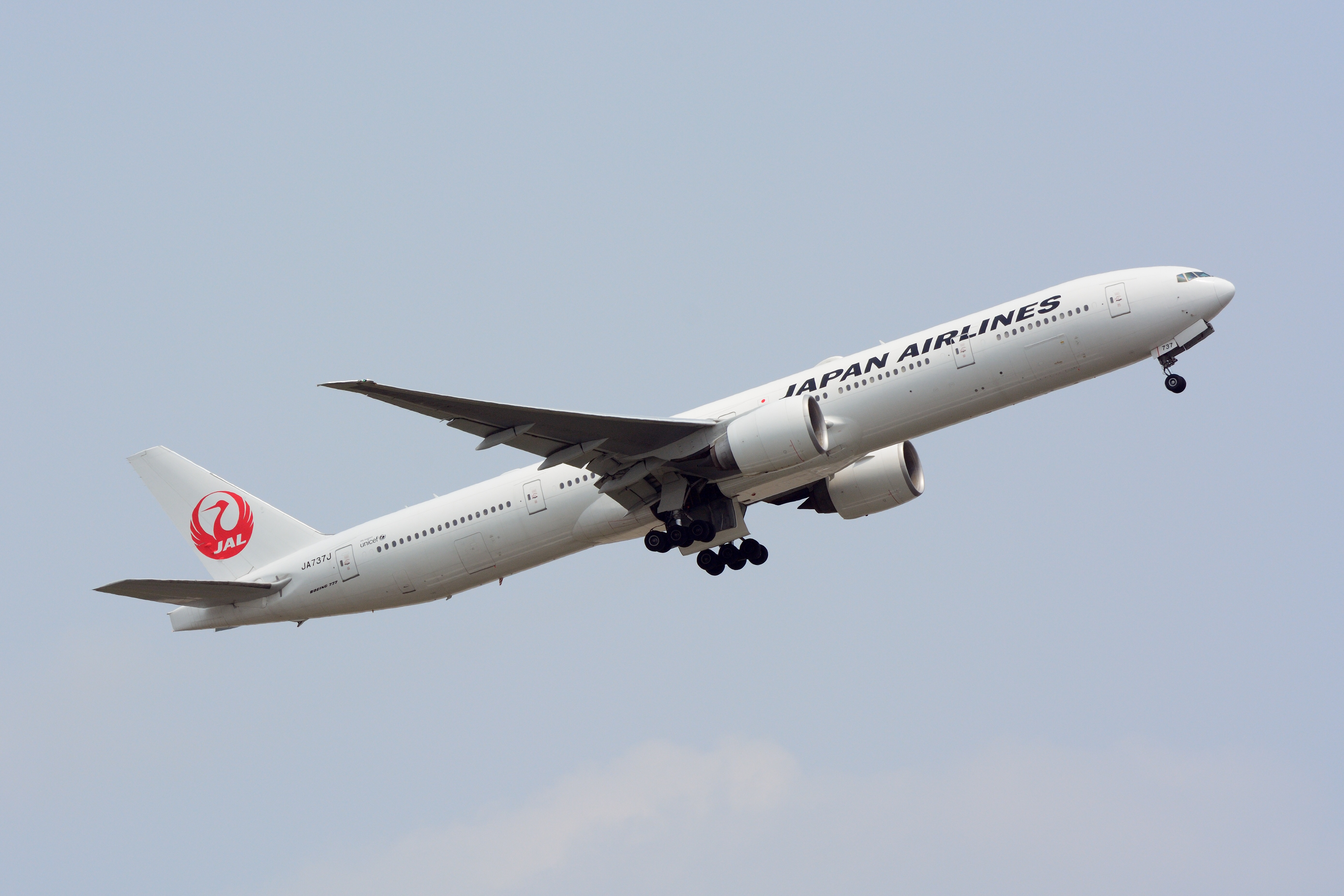
Un Boeing 777-300ER.

A settembre 2024 la flotta di Japan Airlines risulta composta dai seguenti aerei:

### Flotta storica

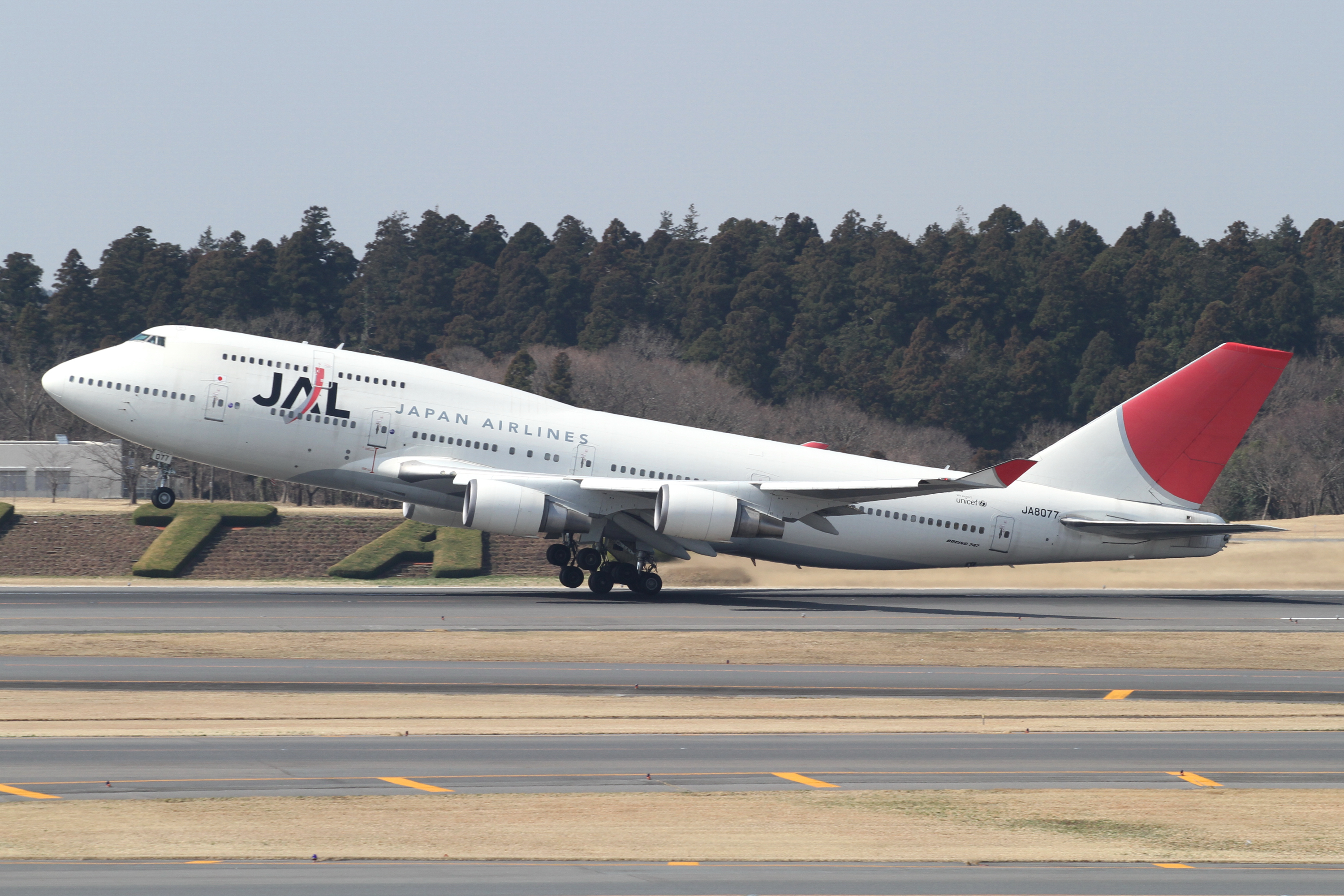
Un Boeing 747-400.

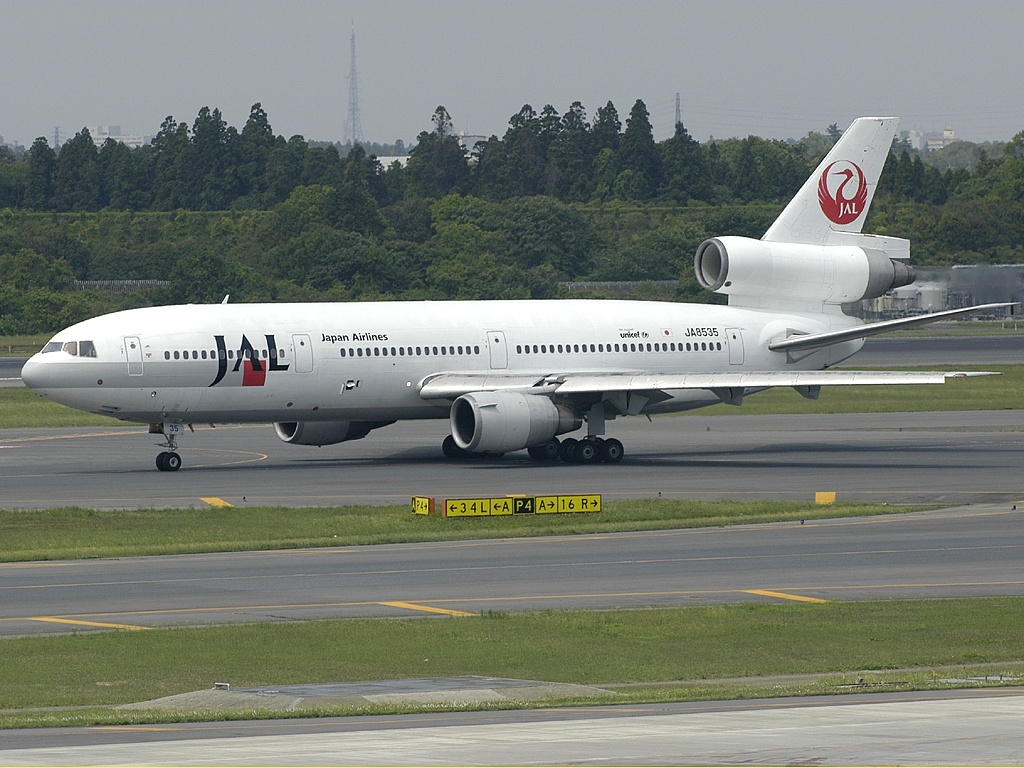
Un McDonnell Douglas DC-10.

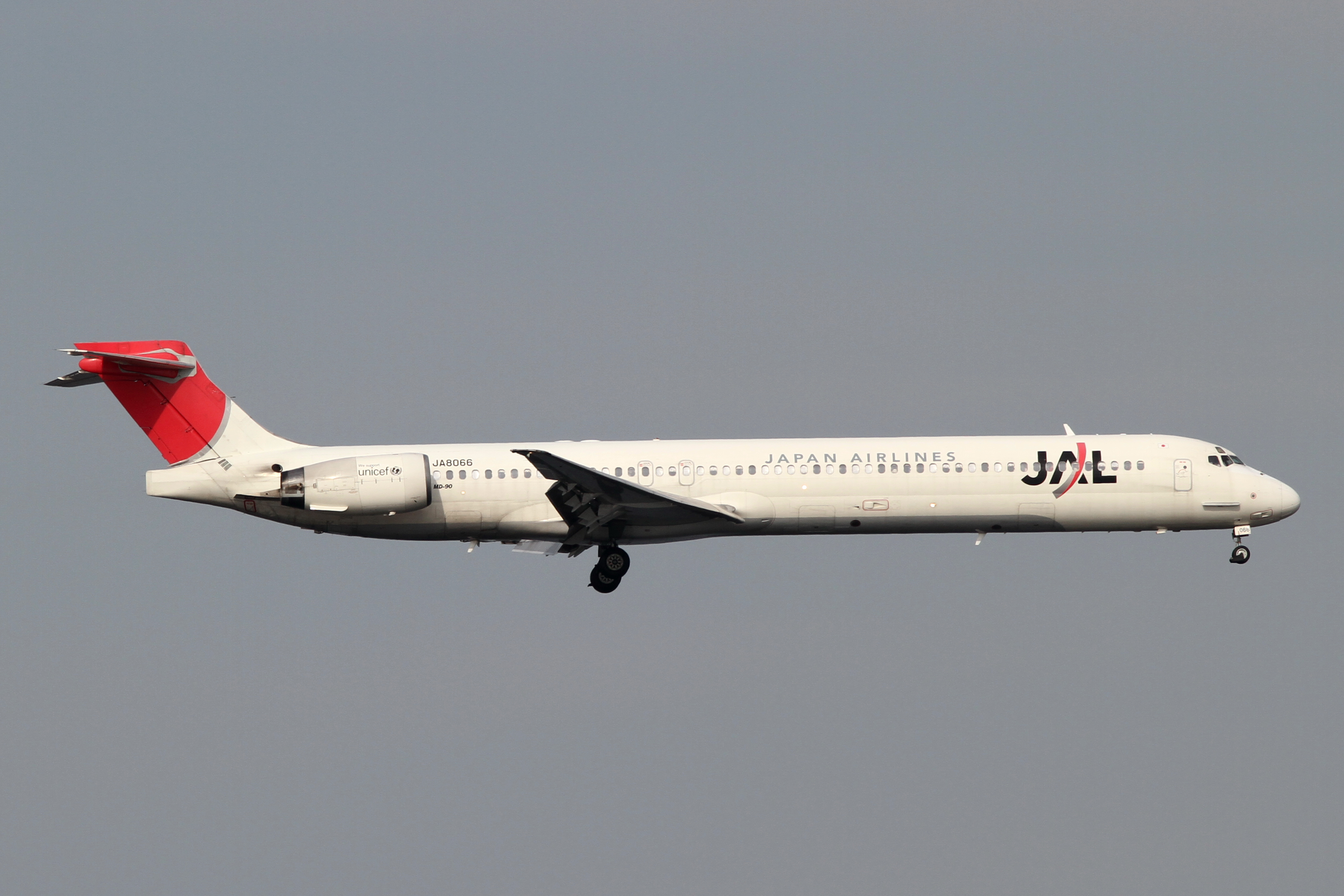
Un McDonnell Douglas MD-90.

Japan Airlines operava in precedenza con i seguenti aeromobili:

## Incidenti
- 12 agosto 1985: Il volo Japan Airlines 123, operato da un Boeing 747-SR46 tra l'aeroporto internazionale di Tokyo e l'aeroporto internazionale di Osaka precipitò sul monte Takamagahara, nei pressi del villaggio giapponese di Ueno, causando 520 vittime. Si tratta ad oggi dell'incidente occorso ad un unico aeroplano che ha causato il maggior numero di vittime tra gli occupanti.
- 31 gennaio 2001: Nei cieli sopra a Yaizu, il volo Japan Airlines 907, un Boeing 744D, sfiorò la collisione con il volo Japan Airlines 958, un DC-10-40, a causa di errori dei controllori di volo. Non ci furono vittime, ma sul Jumbo si registrarono 100 feriti. Se la collisione fosse avvenuta, avrebbe potenzialmente superato il disastro aereo di Tenerife e la collisione aerea di Charkhi Dadri.
- 2 gennaio 2024: Il volo Japan Airlines 516, operato da un Airbus A350-941, mentre si accingeva ad atterrare all'aeroporto internazionale di Tokyo, entrò in collisione con un Bombardier Q400 della Guardia Costiera giapponese che stava rullando sulla pista ed era prossimo al decollo. Entrambi gli aerei sono andati distrutti dalle fiamme in seguito all'incidente, segnando il primo incidente grave che ha coinvolto un A350. Tutti gli occupanti del volo 516 sono stati evacuati e tratti in salvo, mentre dei 6 occupanti dell'altro aereo, 5 hanno perso la vita.